# Foyer Rémois
Le Foyer Rémois est un bailleur social historique de la ville de Reims, acteur de[non neutre] l’économie sociale et solidaire au service du développement des territoires. Implanté autour de l’aire Rémoise et en Seine-et-Marne, il gère plus de 22 000 logements. Le Siège Social du Foyer Rémois est situé 8 rue Lanson à Reims.

## Contexte
En 2017, La ville de Reims, compte 39,1 % de logements HLM (environ 36 000) selon l’INSEE1. Trois bailleurs sociaux gèrent la majorité de ce parc HLM : Foyer Rémois, Plurial Novilia et Reims habitat.

## Histoire
Inspiré par le Catholicisme social, Georges Charbonneaux fonda en 1912 une société privée au statut de société anonyme d’habitations à bon marché, le Foyer Rémois qui utilisa les dommages de guerre pour la construction d’habitations destinés aux familles ouvrières et nombreuses,.
En 1911, Le foyer rémois est à l’origine de la création de nombreuses Cités-jardins à Reims.
En 1995, Le Foyer Rémois et Reims habitat créent le GIE Bati marne.
En 2007, Le Foyer Rémois et Reims habitat créent la société Immocoop, coopérative, dont la mission est de favoriser l’accession à la propriété à faibles revenus grâce à la sécurisation HLM.
En avril 2021, annonce d’un projet de fusion par absorption de la société Vitry Habitat par la société Le Foyer Rémois. La fusion a été approuvée lors de l’Assemblée Générale du 31 mai 2021.
Le Foyer Rémois est rattaché au groupe Global Habitat.

## Organisation

### Le bâtiment du nouveau siège
Le nouveau siège est situé rue Lanson à  Reims dans un bâtiment construit en 2011 et imaginé par les architectes Fouqueray-Jacquet et Jean-Michel Jacquet s.

### Les filiales

#### GIE Bati marne
Le GIE Bati marne a été créé en 1995. Il est spécialisé dans le secteur d'activité de l'ingénierie, études techniques. Sa mission principale est d’assister l’OPH REIMS HABITAT, les SA d’HLM FOYER REMOIS et VITRY HABITAT ainsi que la SCIC IMMOCOOP dans le domaine de la gestion de l’amiante.

## Les Présidents du conseil de surveillance
- 1er : Georges Charbonneaux
- 8eme: Benoit Pellot (2005-2013)
- 9eme: Guy Brabant (Depuis 2013)
- ?  : Vincent Hallier (Depuis 2020)

## Les Directeurs Généraux
- Paul Voisin,